# Fujifilm
A Fujifilm Holdings Corporation (富士フイルム株式会社, Fujifuirumu Kabushiki-kaisha) é uma empresa multinacional com sede em Tóquio, no Japão, que atua nos segmentos de imagem e informação, opera em 25 países, como Estados Unidos, Alemanha, Holanda, Inglaterra, Indonésia, China, Coreia do Sul e Brasil, somando 12 unidades fábricas.

## História

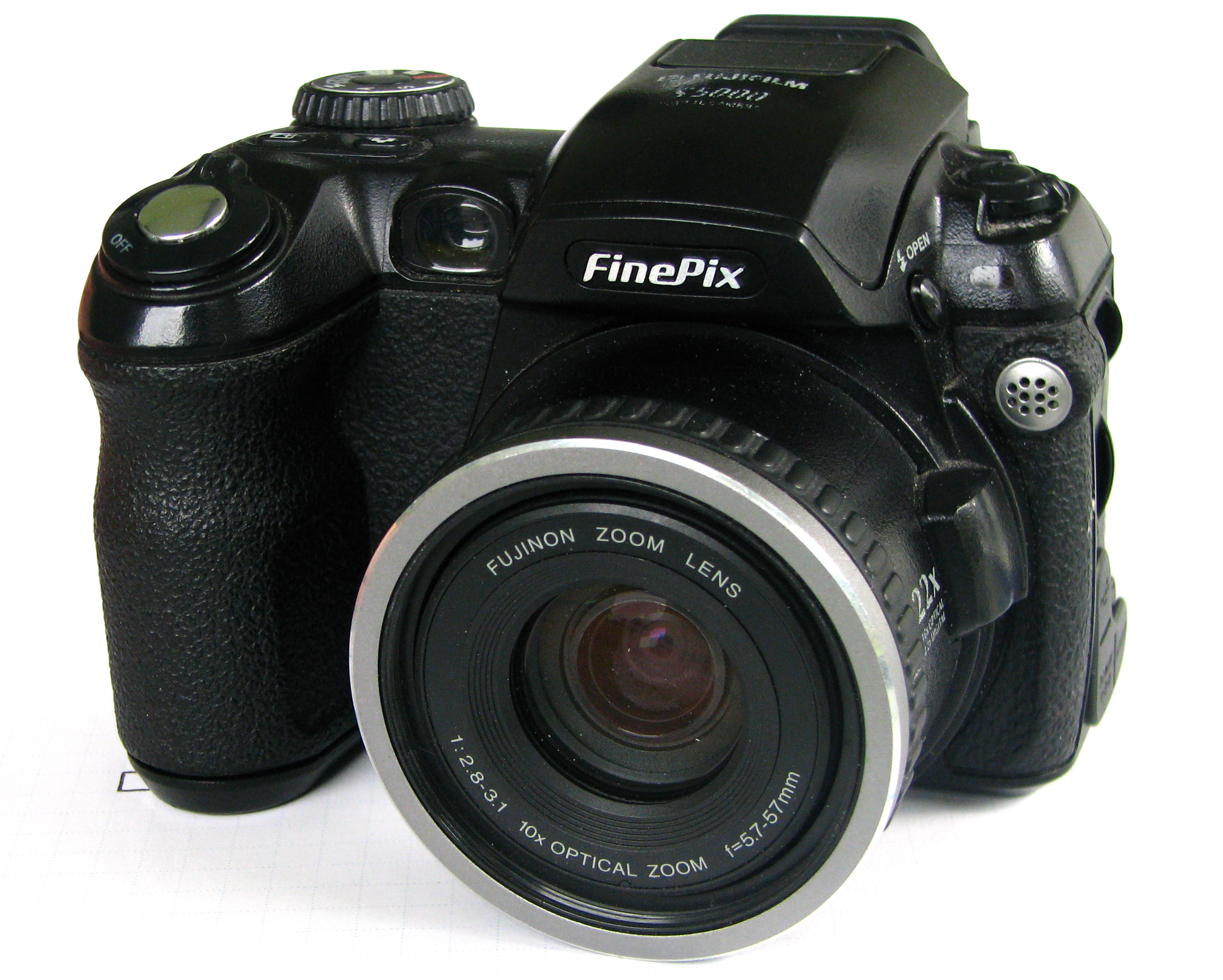
Câmera Fujifilm FinePix S5000.

A empresa foi fundada em 1934 produzindo filmes fotográficos e de raios-x, na década de 1940 começou a produzir lentes, chegou em 1958 ao Brasil, país escolhido para abrigar sua primeira filial fora do Japão. Com três fábricas instaladas no país - uma em Caçapava (São Paulo) , uma em Manaus (Amazonas) e outra em Arujá (São Paulo)  - a empresa comercializa no Brasil uma ampla variedade de produtos: filmes, câmaras fotográficas digitais, APS, impressoras digitais, papéis fotográficos, CDs, películas de cinema e minilabs convencionais e digitais.
Em 2012, a Fujifilm anunciou que irá abandonar a produção das tradicionais películas para filmes que foram usados em milhares de filmes de Hollywood. Após oito décadas, a empresa resolveu dedicar apenas aos dispositivos digitais.
No início de 2018, a empresa comprou a norte-americana Xerox por US$ 6.1 bilhões.